# (5737) Itoh
(5737) Itoh es un asteroide perteneciente al cinturón de asteroides descubierto el 30 de septiembre de 1989 por Toshiro Nomura y el también astrónomo Koyo Kawanishi desde el Observatorio de Minami-Oda, Japón.

## Designación y nombre
Designado provisionalmente como 1989 SK. Fue nombrado Itoh en homenaje al astrónomo aficionado japonés Kazuyuki Itoh, que ha realizado más de 1000 observaciones astrométricas de cometas y planetas menores. Descubrió el planeta menor (6879) Hyogo.

## Características orbitales
Itoh está situado a una distancia media del Sol de 2,529 ua, pudiendo alejarse hasta 3,068 ua y acercarse hasta 1,990 ua. Su excentricidad es 0,213 y la inclinación orbital 5,842 grados. Emplea 1469,17 días en completar una órbita alrededor del Sol.

## Características físicas
La magnitud absoluta de Itoh es 13,3. Tiene 5,39 km de diámetro y su albedo se estima en 0,312. 